# Nanofio
Nanofio é um feixe minúsculo com propriedades de um isolante, de um semicondutor ou de um metal, com diâmetro a partir de um nanômetro, utilizados, por exemplo, na construção de nanofios de fibra óptica.
Cientistas e engenheiros tendem a trabalhar com nanofios que ficam entre 30 e 60 nanômetros de largura. Cabos de fibra óptica conduzem informações na forma de luz. Para fazer um nanofio de fibra óptica, os engenheiros começam com um cabo comum aquecem uma haste de safira, enrolam o cabo na haste e puxá, esticando até criar um nanofio. Outro método utiliza um minúsculo forno feito de um pequeno cilindro de safira. Os cientistas puxam o cabo de fibra óptica através do forno e o esticam até obterem um nanofio. Um terceiro processo chamado de toque da chama usa uma chama sob o cabo de fibra óptica enquanto os cientistas o esticam.

## Proporção de um nanofio a um fio de cabelo
O cabelo humano geralmente tem 60 a 120 micrômetros de diâmetro. Digamos que você encontrou um cabelo excepcionalmente fino, com diâmetro de 60 micrômetros. Um micrômetro equivale a 1.000 nanômetros; portanto, você precisaria cortar este fio pelo menos 1.000 vezes no sentido do comprimento para fazer um fio que tivesse um nanômetro de espessura.

### Lasers de nanofios

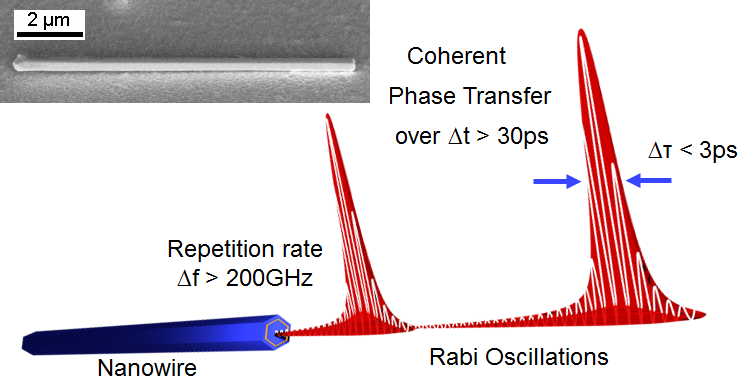
Lasers de nanofios para a transmissão ultra-rápida de informação em impulsos de luz

Lasers de nanofios são em escala nano lasers com um potencial como interligações ópticas e de comunicação de dados óptico no chip. Lasers de nanofios são construídos a partir de heteroestruturas semicondutoras III-V, o alto índice de refração permite baixa perda óptica no núcleo do nanofio. Lasers de nanofios são lasers de comprimento de onda inferior a apenas algumas centenas de nanômetros. Lasers de nanofios Como as cavidades do ressonador Fabry Perot são definidas pelas facetas finais do fio com alta refletividade, desenvolvimentos recentes demonstraram taxas de repetição superiores a 200 GHz, oferecendo possibilidades para comunicações ópticas no nível do chip.

### Detecção de proteínas e produtos químicos usando nanofios semicondutores
De maneira análoga aos dispositivos FET nos quais a modulação da condutância (fluxo de elétrons/orifícios) no semicondutor, entre os terminais de entrada (fonte) e saída (dreno), é controlado pela variação do potencial eletrostático (eletrodo de porta) dos portadores de carga no canal de condução do dispositivo, a metodologia de um Bio/Chem-FET é baseado na detecção da mudança local na densidade de carga, ou o chamado "efeito de campo", que caracteriza o evento de reconhecimento entre uma molécula alvo e o receptor de superfície.
Essa mudança no potencial da superfície influencia o dispositivo Chem-FET exatamente como a tensão de um "portão", levando a uma mudança detectável e mensurável na condução do dispositivo. Quando esses dispositivos são fabricados usando nanofios semicondutores como elemento transistor, a ligação de uma espécie química ou biológica à superfície do sensor pode levar ao esgotamento ou acúmulo de portadores de carga no "volume" do nanofio de diâmetro do nanômetro isto é (pequena seção transversal disponível para canais de condução). Além disso, o fio, que serve como um canal condutor sintonizável, está em contato próximo com o ambiente de detecção do alvo, levando a um tempo de resposta curto, juntamente com um aumento de ordens de magnitude na sensibilidade do dispositivo como resultado da enorme Relação S/V dos nanofios.
Embora vários materiais semicondutores inorgânicos, como Si, Ge e óxidos metálicos (por exemplo, In2O3, SnO2, ZnO, etc.) tenham sido utilizados para a preparação de nanofios, o Si é geralmente o material de escolha na fabricação de quimio/biossensores baseados em FET de nanofios. 
Vários exemplos do uso de dispositivos sensores Nanofios de silício (SiNW) incluem a detecção ultra-sensível e em tempo real de proteínas de biomarcadores para câncer, detecção de partículas virais únicas e detecção de materiais explosivos nitro-aromáticos como 2,4,6 tri-nitrotolueno (TNT) em sensitivos superiores aos dos caninos. 
Os nanofios de silício também podem ser usados em sua forma trançada, como dispositivos eletromecânicos, para medir forças intermoleculares com grande precisão.

#### Limitações da detecção com dispositivos FETNanofio de silício
Geralmente, as cargas nas moléculas dissolvidas e nas macromoléculas são rastreadas por contraíons dissolvidos, uma vez que na maioria dos casos as moléculas ligadas aos dispositivos são separadas da superfície do sensor em aproximadamente 2 a 12 nm (o tamanho das proteínas receptoras ou dos ligantes de DNA ligados à superfície do sensor). Como resultado da triagem, o potencial eletrostático que surge das cargas na molécula do analito decai exponencialmente em direção a zero com a distância. Portanto, para uma detecção ideal, o Comprimento de Debye deve ser cuidadosamente selecionado para medições de nanofios de FET. Uma abordagem para superar essa limitação emprega a fragmentação das unidades de captura de anticorpos e o controle sobre a densidade do receptor de superfície, permitindo uma ligação mais íntima ao nanofio da proteína alvo. Essa abordagem mostrou-se útil para aumentar drasticamente a sensibilidade de  biomarcadores cardíacos (por exemplo, troponina), detecção diretamente no soro para o diagnóstico de infarto agudo do miocárdio.